# Muscle Shoals Sound Studio
Il Muscle Shoals Sound Studio è stato uno studio di registrazione di Sheffield, in Alabama, negli Stati Uniti d'America.

## Storia
Il Muscle Shoals venne fondato nel 1969 presso il numero 3614 di Jackson Highway, a Sheffield, in Alabama, dall'omonimo gruppo di turnisti, che era allora formato da  Barry Beckett, Roger Hawkins, Jimmy Johnson e David Hood.
Nel 1978 (secondo altre fonti nel 1979) il Muscle Shoals venne trasferito in un'altra sede presso il numero 1000 di Alabama Avenue, sempre a Sheffield.
Tra i molti artisti che hanno registrato presso il Muscle Shoals vi sono Aretha Franklin, Wilson Pickett, Etta James, The Rolling Stones, R. B. Greaves, Lynyrd Skynyrd, Bob Dylan, Duane Allman, Paul Simon e Art Garfunkel.
Lo studio di registrazione cessò la sua attività nel 2005. L'anno seguente, la sede originaria venne inserita nel National Register of Historic Places. Dal 2018, la struttura di Alabama Avenue è occupata da un'azienda cinematografica.